# Sherlock Holmes in Washington
Sherlock Holmes in Washington  este un film de mister din 1943 regizat de Roy William Neill, cu Basil Rathbone în rolul lui Sherlock Holmes și Nigel Bruce ca Dr. Watson, al cincilea din cele paisprezece astfel de filme în care a fost implicată perechea de actori.

## Distribuție
- Basil Rathbone - Sherlock Holmes
- Nigel Bruce - Dr. Watson
- Marjorie Lord - Nancy Partridge
- Henry Daniell - William Easter
- George Zucco - Heinrich Hinkel
- John Archer - Lt. Pete Merriam
- Gavin Muir - Mr. Lang, government agent
- Edmund MacDonald - Detective Lt. Grogan
- Don Terry - Howe
- Bradley Page - Cady
- Holmes Herbert - Mr. Ahrens
- Thurston Hall - Senator Henry Babcock
- Gerald Hamer - Alfred Pettibone or "John Grayson" (nemenționat)
- Clarence Muse - George, porter (nemenționat)
- Ian Wolfe - Antiques Shop Clerk (nemenționat)
- Mary Gordon - Mrs. Hudson (nemenționat)